# (9470) Jussieu
(9470) Jussieu es un asteroide perteneciente al cinturón de asteroides, descubierto el 26 de julio de 1998 por Eric Walter Elst desde el Observatorio de La Silla, Chile.

## Designación y nombre
Designado provisionalmente como 1998 OS10. Fue nombrado Jussieu en honor a Bernard, Joseph, Antoine-Laurent y Adrien-Henri de Jussieu, una familia de botánicos franceses.

## Características orbitales
Jussieu está situado a una distancia media del Sol de 3,150 ua, pudiendo alejarse hasta 3,721 ua y acercarse hasta 2,579 ua. Su excentricidad es 0,181 y la inclinación orbital 2,038 grados. Emplea 2042 días en completar una órbita alrededor del Sol.

## Características físicas
La magnitud absoluta de Jussieu es 13,9. Tiene 11,941 km de diámetro y su albedo se estima en 0,041.